# Wretch
Wretch är den amerikanska hårdrocksgruppen Kyuss andra studioalbum, utgivet 1991.

## Låtlista
1. "(Beginning of What's About to Happen) Hwy 74" (Homme) – 3:10
2. "Love Has Passed Me By" (Bjork)– 3:10
3. "Son of a Bitch" (Homme/Oliveri/Garcia) – 6:00
4. "Black Widow" – 2:40
5. "Katzenjammer" (Homme/Cockrell) – 2:20
6. "Deadly Kiss" – 5:02
7. "The Law" (Homme/Oliveri) - 7:50
8. "Isolation" (Homme) – 2:45
9. "I'm Not" (Homme/Garcia) – 4:30
10. "Big Bikes" (Bjork) – 5:04
11. "Stage III" (Bjork) – 4:05